# Discocalyx psychotrioides
Discocalyx psychotrioides är en viveväxtart som beskrevs av Adolph Daniel Edward Elmer. Discocalyx psychotrioides ingår i släktet Discocalyx och familjen viveväxter. Inga underarter finns listade i Catalogue of Life.